# Paulo Franchetti
Paulo Franchetti (Matão, 1954) é um crítico literário, escritor e professor brasileiro
, titular no Departamento de Teoria Literária da Universidade Estadual de Campinas (Unicamp). É mestre pela Unicamp, doutor pela USP e livre-docente pela Unicamp. De 2002 a 2013 dirigiu a Editora da Unicamp. Aposentou-se em 2015.

## Livros publicados
- Alguns aspectos da teoria da poesia concreta (Campinas, Editora da Unicamp, 1989)[5]
- Haikai – antologia e história (Campinas, Editora da Unicamp, 1990) - ISBN 978-85-2680-982-6 [6]
- Edição crítica da Clepsydra, de Camilo Pessanha (Lisboa, Ed. Relógio d’água, 1995)[7]
- Edição comentada de O Primo Basílio, de Eça de Queirós (São Paulo, Ateliê Editorial, 1998) - ISBN 85-85851-39-2[8]
- Edição comentada de Iracema, de José de Alencar (São Paulo, Ateliê Editorial, 2007), em colaboração com Leila Guenther.
- Edição comentada de A cidade e as serras, de Eça de Queirós (São Paulo, Ateliê Editorial, 2007), em colaboração com Leila Guenther.
- Edição comentada de Dom Casmurro, de Machado de Assis (São Paulo, Ateliê Editorial, 2008), em colaboração com Leila Guenther.
- Ensaio Nostalgia, exílio e melancolia – leituras de Camilo Pessanha (São Paulo, Edusp, 2001).
- Novela O sangue dos dias transparentes (São Paulo, Ateliê Editorial, 2003) - ISBN 85-7480-134-8 [9]
- Antologia "As aves que aqui gorjeiam - a poesia do Romantismo ao Simbolismo" (Lisboa, Cotovia, 2005)
- Poesia Haicais (São Paulo, Massao Ohno, 1994)
- Poesia Memória Futura (São Paulo, Ateliê Editorial, 2010) - ISBN 978-85-7480-519-1 [10]
- Crítica Estudos de Literatura Brasileira e Portuguesa (São Paulo, Ateliê Editorial, 2007)
- Crítica O essencial sobre Camilo Pessanha (Lisboa, Imprensa Nacional, 2008)
- Poesia Oeste(São Paulo, Ateliê Editorial, 2008) - ISBN 978-85-7480-389-0 [11]
- Poesia Escarnho (São Paulo, Ateliê Editorial, 2009) - ISBN 978-85-7480-434-7 [12]
- Edição de Clepsidra, de Camilo Pessanha (São Paulo, Ateliê Editorial, 2009)
- Poesia "Deste Lugar" (São Paulo, Ateliê Editorial, 2012) - ISBN 978-85-7480-595-5 [13]

## Ligações Externas
- Caqui - Notícias: Palestras de Paulo Franchetti no CCBB Kakinet.com - 10.6.2004
- Hermenautas entrevistam: Paulo Franchetti Hermenautas.Wordpress.com - 9.4.2007
- Currículo do Sistema de Currículos Lattes (Paulo Elias Allane Franchetti) CNPq - Currículo Lattes
- Paulo Elias Allane Franchetti - Biblioteca Virtual da FAPESP FAPESP
- Paulo Franchetti, director da editora da Unicamp: «O acordo ortográfico é um aleijão» - Tantaspáginas.Wordpress.com - 7.2.2012
- PAULO FRANCHETTI - Brasil - HAIKAI - SÃO PAULO Antoniomiranda.com.br - Janeiro.2010
- Paulo Franchetti Blogue de Paulo Franchetti